# Birthe Rønn Hornbech
Birthe Johanne Sparrevohn Rønn Hornbech (født 18. oktober 1943 i København) er en dansk tidligere politiker og medlem af Folketinget for Venstre. Hun var integrations- og kirkeminister i perioden 2007-11. Udover hvervet som politiker var hun vicepolitimester.

## Baggrund
Birthe Rønn Hornbech er datter af sognepræst Christen Rainold Sparrevohn Rønn og exam.pharm. Ellen Kryger Rønn. Hun blev student fra Aurehøj Statsgymnasium i 1963 og uddannet cand.jur. fra Københavns Universitet i 1971. I de følgende år gjorde hun karriere i politiet, hvor hun 1971-76 var politifuldmægtig i Roskilde, inden hun blev tilknyttet Rigspolitichefen 1976-81. Hun blev udnævnt til vicepolitimester samme sted i 1981. Sideløbende har Hornbech fungeret som lærer på Politiskolen 1978-84 og 1988-90. Hun var gift med civilingeniør Kaj Hornbech 1963-1985.

## Politisk karriere
I 1976 blev Hornbech folketingskandidat for Venstre i Køgekredsen, Roskilde Amtskreds. Hun har siden været opstillet i kredsen, der nu er en del af Sjællands Storkreds. Ved folketingsvalget i 1984 blev hun første gang valgt i Folketinget; hun blev dog ikke genvalgt ved det følgende valg. Ved valget i 1990 kom hun på ny i Tinget, og hun er blevet genvalgt ved alle valg frem til 2011. Ved folketingsvalget 2015 genopstillede Rønn Hornbech ikke.
Birthe Rønn Hornbech har i to perioder (1985-88 og 1989-91) været medlem af Venstres hovedbestyrelse og var landsformand for LOF 1985-88. Hun har været formand for Venstres Forsvarsudvalg 1984-86 og for partiets Udlændingeudvalg 1988-89. Hun var partiets rets- og kirkepolitiske ordfører 1994-2007. I Folketinget har hun været formand for Kirkeudvalget 1990-2007 og næstformand for Retsudvalget 2001-05, og hun er nu formand for Folketingets Udvalg vedrørende Grundloven.
23. november 2007 blev Birthe Rønn Hornbech udnævnt til integrations- og kirkeminister i regeringen Anders Fogh Rasmussen III. Hun fortsatte på posten, da Lars Løkke Rasmussen overtog statsministerposten i 2009. Hun blev afsat som minister 8. marts 2011 i kølvandet på sagen om ulovlige afslag på statsborgerskab til statsløse unge.
Birthe Rønn Hornbech skrev 15. januar 2023 i en pressemeddelelse til Ritzaus Bureau, at hun har meldt sig ud af partiet Venstre efter 48 år, fordi Venstre medvirker til at afskaffe store bededag.

### Ministertid præget af kontroverser
Birthe Rønn Hornbechs ministertid var præget af en række kontroverser, og hun blev både før og under ministertiden kendt for sin, ofte bramfrie, facon og sin indædte kamp for sine synspunkter, der, i nogle tilfælde, er anderledes end VK-regeringens. Blandt andet har Hornbech stemt med oppositionen i spørgsmålet om øget overvågning. En kronik i dagbladet Politiken den 14. maj 2008 Dommertørklædet og de to regimenter  harmonerede ikke med regeringens synspunkter angående brug af tørklæder blandt dommere.
I februar 2011 blev Birthe Rønn Hornbechs stilling som integrationsminister belastet af oplysninger om, at hun siden oktober 2008 skulle have været vidende om, at den danske stat handlede i strid med 2 FN-konventioner: Børnekonventionen og konventionen om statsløshed. Mens Børnekonventionen giver børn (0 – 18 år) født i Danmark med statsløse forældre ret til dansk statsborgerskab efter ansøgning, giver FN´s konvention om statsløse statsløse unge mellem 18 og 21 år ret til at blive danske statsborgere, hvis de er født og opvokset i Danmark og ikke har begået alvorlig kriminalitet. Alligevel nægtede de danske integrationsmyndigheder i mange år at give statsborgerskab til blandt andet 30 statsløse palæstinensere, der havde søgt herom efter reglerne, ligesom de statsløse konsekvent blev fejlinformeret om deres rettigheder. Oppositionen krævede i forbindelse med statsløse-sagen Hornbechs afgang som minister.
Statsminister Lars Løkke Rasmussen tog 8. marts samme år beslutningen om at afskedige Hornbech. Det blev offentliggjort via en pressemeddelelse udsendt af Statsministeriet om "Integrationsministerens redegørelse om indfødsret til statsløse personer født i Danmark". Pressemeddelelsen imødekom oppositionens krav om en uvildig undersøgelse af sagen. Hun nåede at være minister i godt tre år.

## Øvrigt virke
Hornbech har været medlem af Det Danske Teaters bestyrelse 1987-90, af Det Sikkerheds- og Nedrustningspolitiske Udvalg 1986-95 og af UNESCOs nationalkommission 1986-93. Hun var medlem af Forbrugerrådet 1985-89, af Dansk Pressenævn 1983-85 og igen fra 1990-91 og af Værnepligtsnævnet siden 1986.
Hun er desuden en flittig debattør, der har skrevet flere bøger og artikler i blade og aviser. Hun har i en periode (1997-98) været kommentator på Weekendavisen og senere skrevet for andre blade som Kristeligt Dagblad, Politiken og Ekstra Bladet. Blandt hendes udgivelser er erindringsbøgerne Fra krigsbarn til folkevalgt (2007) og Ministerbilleder (2011).